# Étienne Loco Gbodolle
Étienne Loco Gbodolle (* 15. Mai 1954) ist ein ehemaliger beninischer Boxer.
Houangni gehörte bei den Olympischen Sommerspielen 1980 in Moskau zu der 16-köpfigen, aus sieben Boxern und neun Leichtathleten bestehenden Delegation seines Landes, und war bei der Eröffnungsfeier Fahnenträger. Er trat im Mittelgewicht an und verlor in der ersten Runde gegen Christer Corpi aus Schweden durch Disqualifikation.